# Dreifaltigkeitskirche (Finsterbergen)

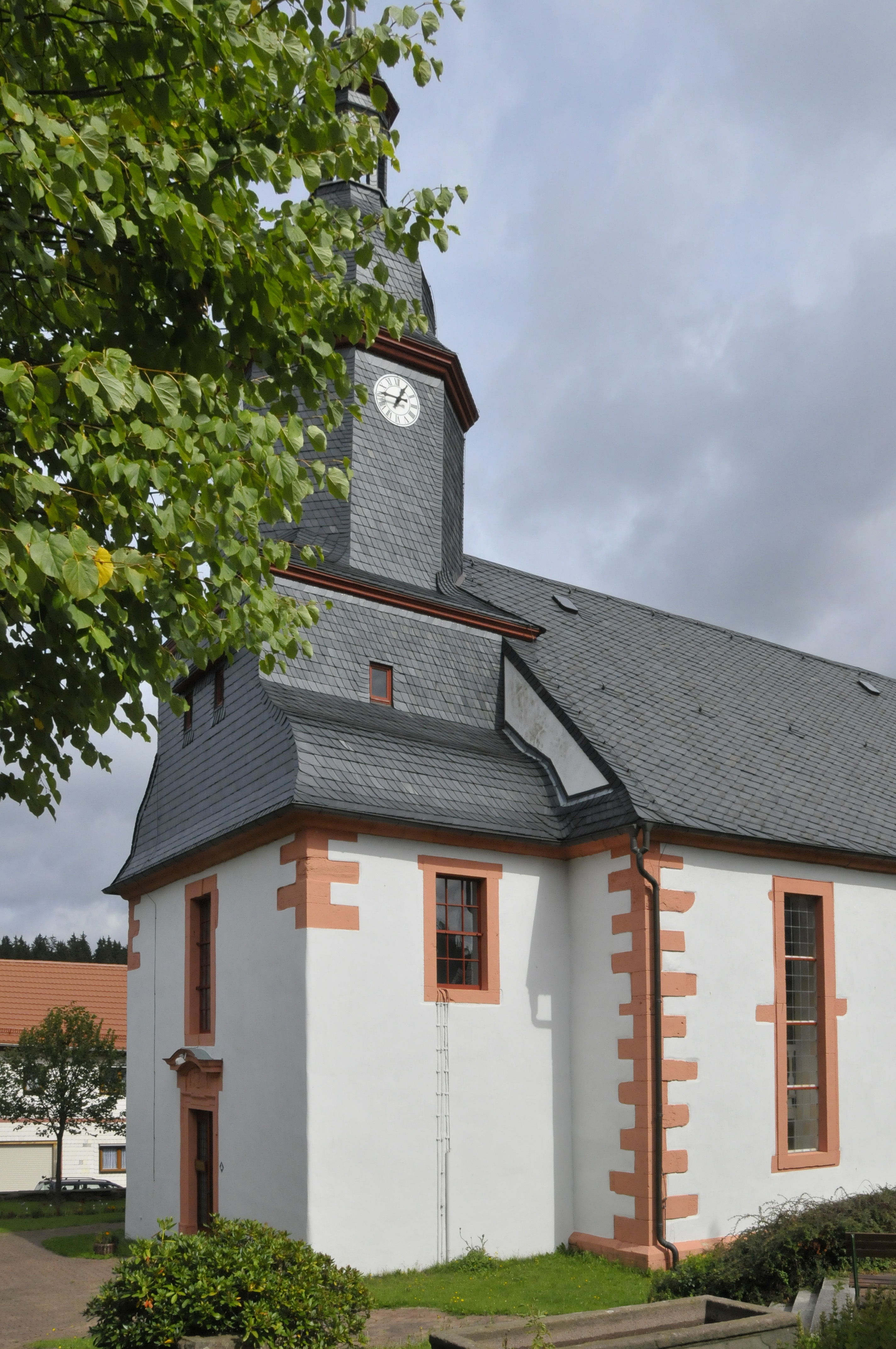
Kirche

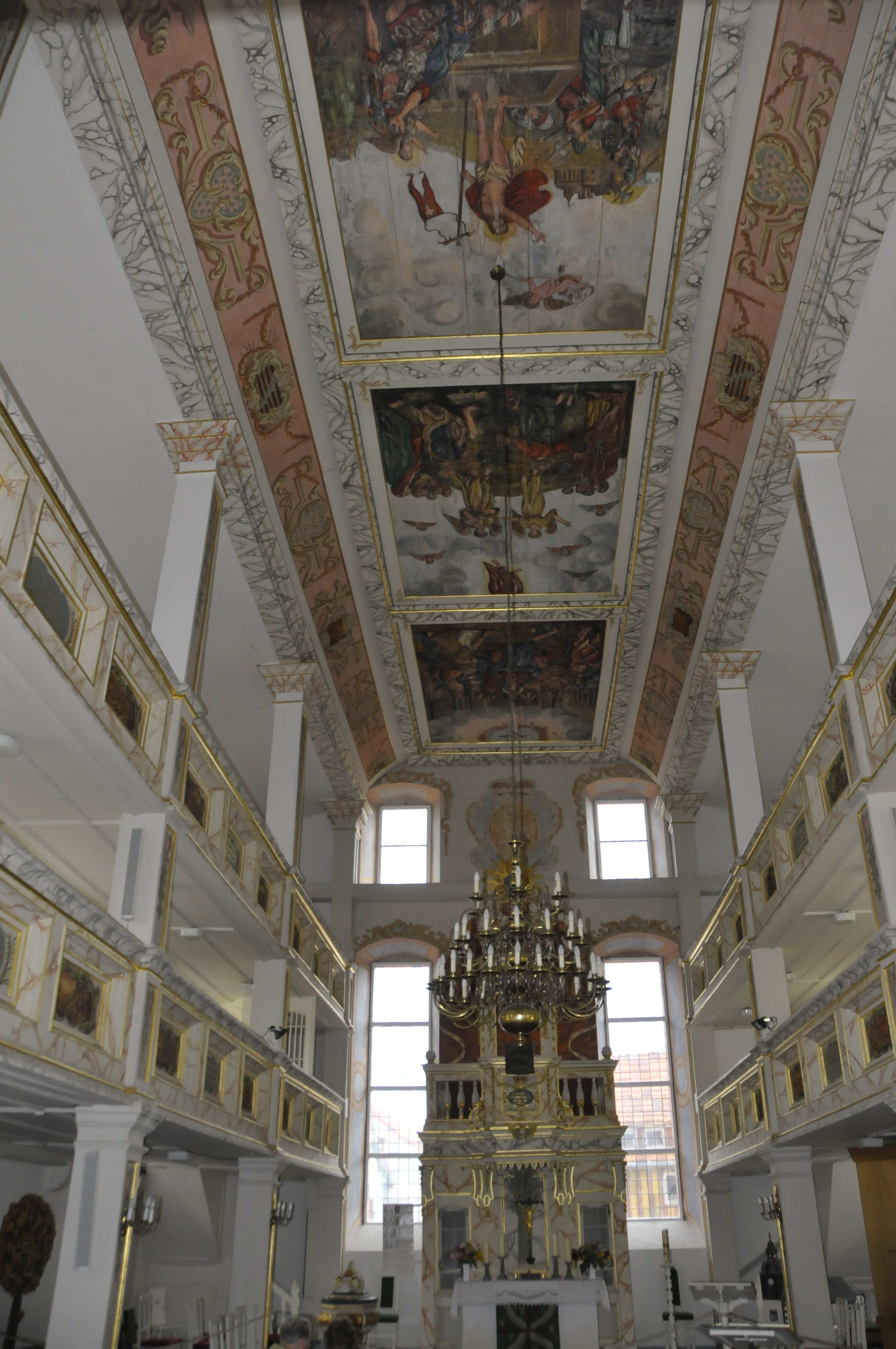
Blick zum Altar

Die Dreifaltigkeitskirche ist die Pfarrkirche des Ortes Finsterbergen in Thüringen.

## Geschichte
1632 scheiterte ein Plan zur Errichtung einer Kirche wegen des Dreißigjährigen Kriegs. Nach der Stiftung eines Baugrundstücks durch den Bürger Hans Faulstich 1661 errichtete man 1662 eine kleine Fachwerkkirche, die im Beisein des Herzogs Ernst der Fromme am 26. Oktober 1662 eingeweiht wurde. 1683 erfolgte der Kirchturmbau. 1728 wurde der Grundstein zu einer größeren Kirche aus Stein gelegt, die am Sonntag, dem 25. Juni 1730 als Kirche eingeweiht wurde. Dieses mit Bedacht gewählte Datum steht in Bezug auf das 200 Jahre alte Augsburger Bekenntnis vom Samstag, dem 25. Juni 1530. Die Orgel wurde vergrößert und verbessert. Renovierungen und Restaurierungen fanden statt in den Jahren 1839 und 1968 (Kirchendach) sowie 1974 bis 1976 (Innenraum). Nun glänzte der Innenraum in voller Pracht.

## Ausstattung

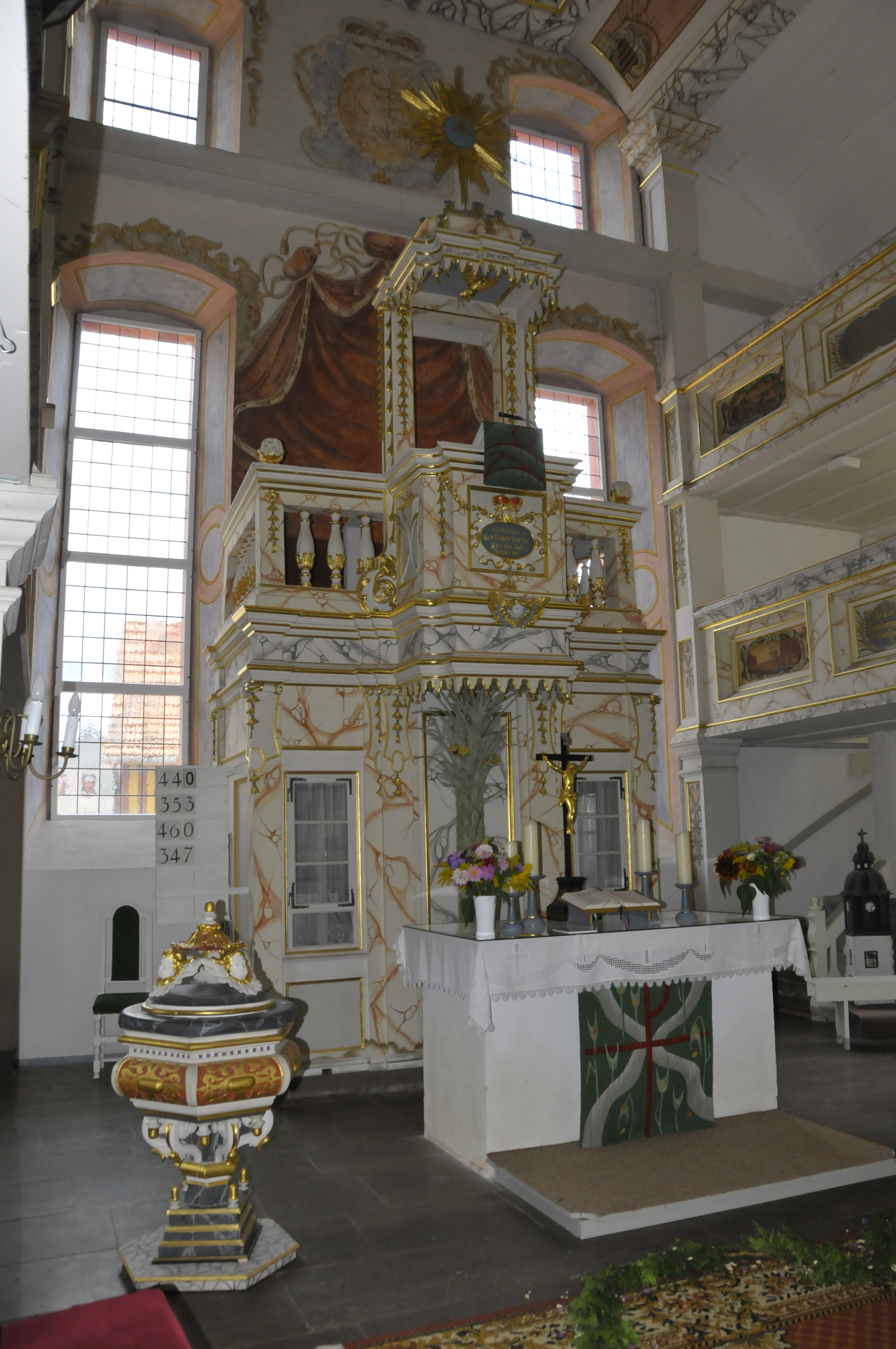
Altarraum

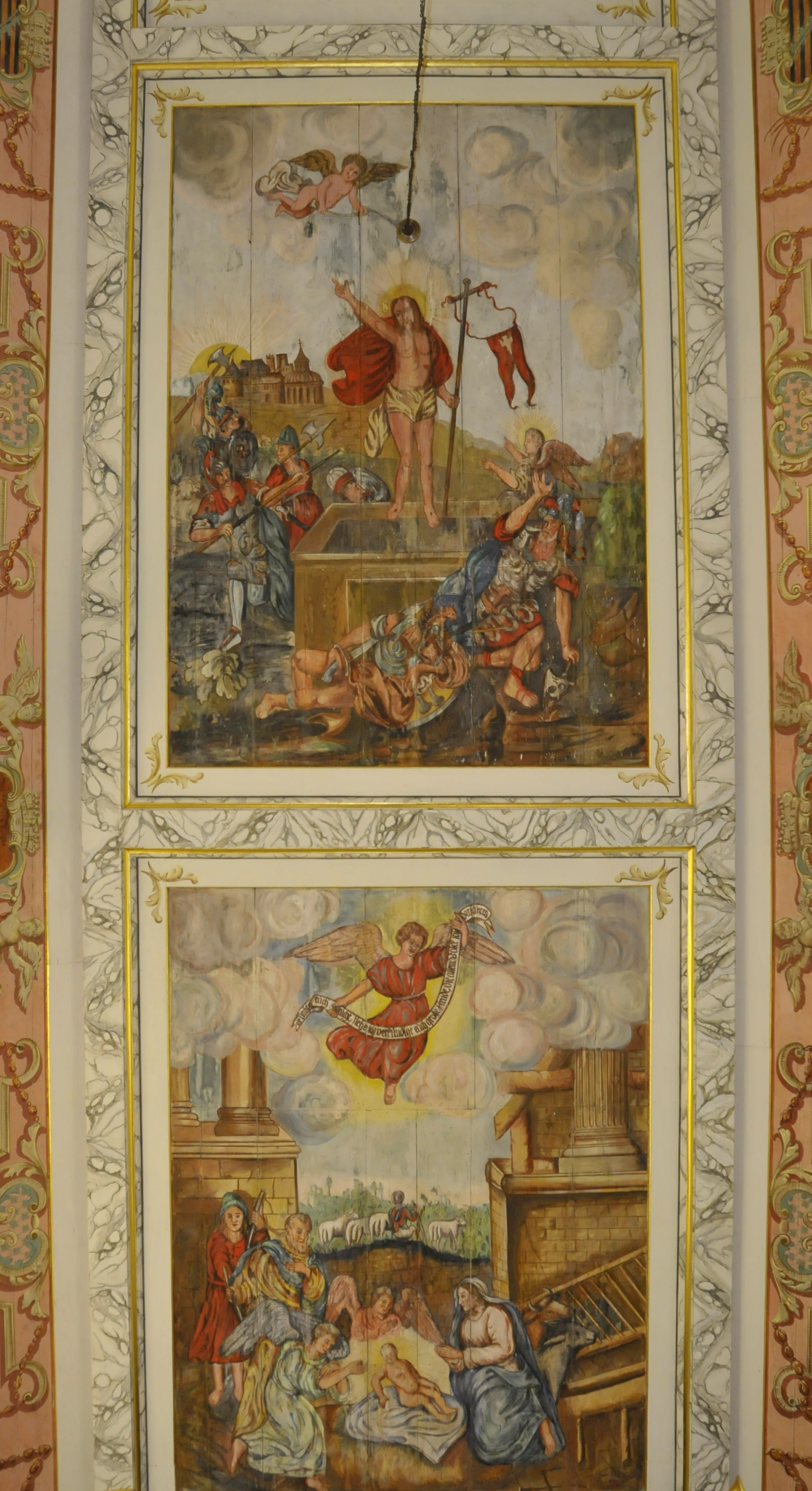
Zwei Deckengemälde, Ausschnitt: Geburt und Auferstehung Christi

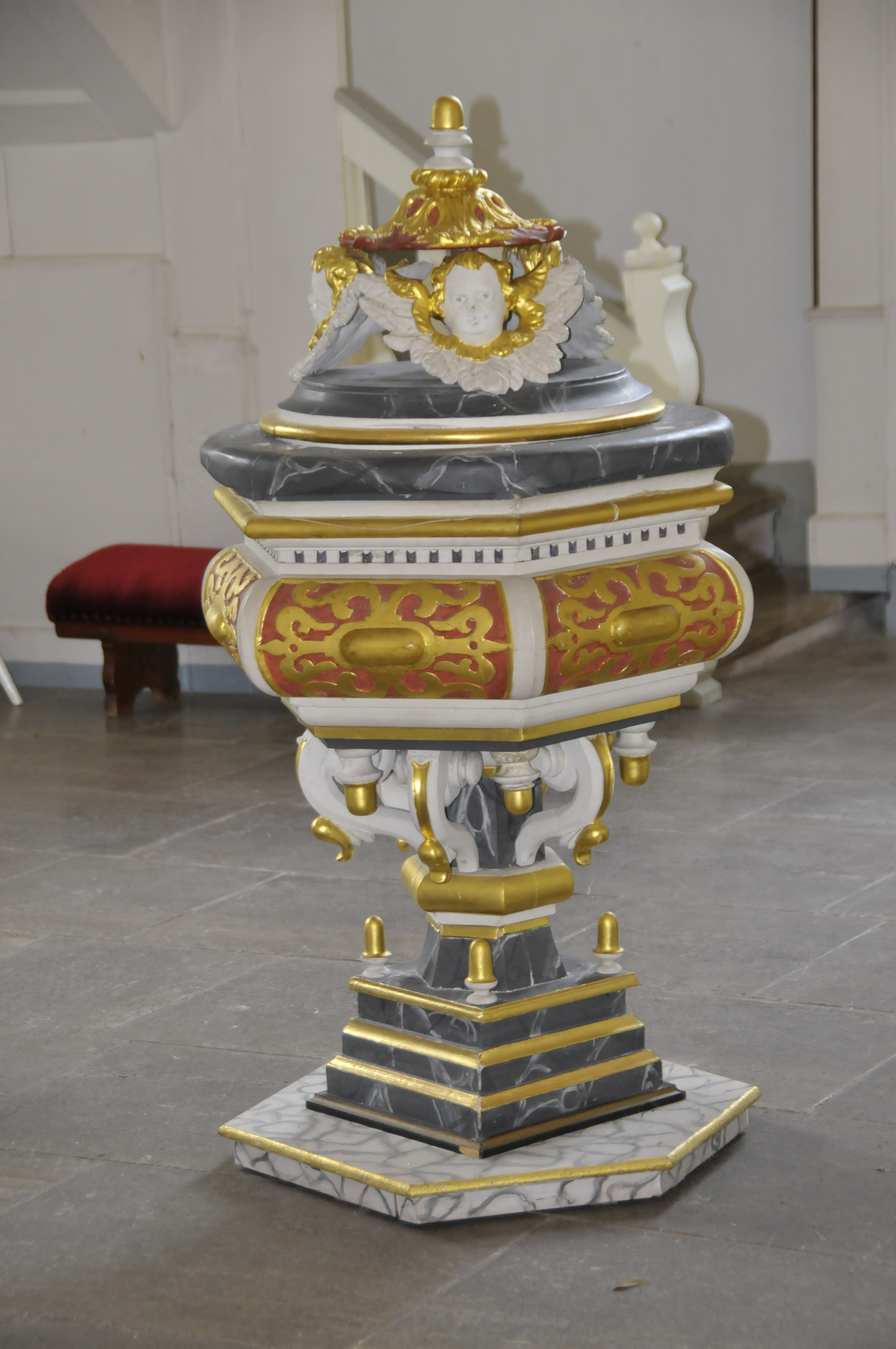
Taufbecken

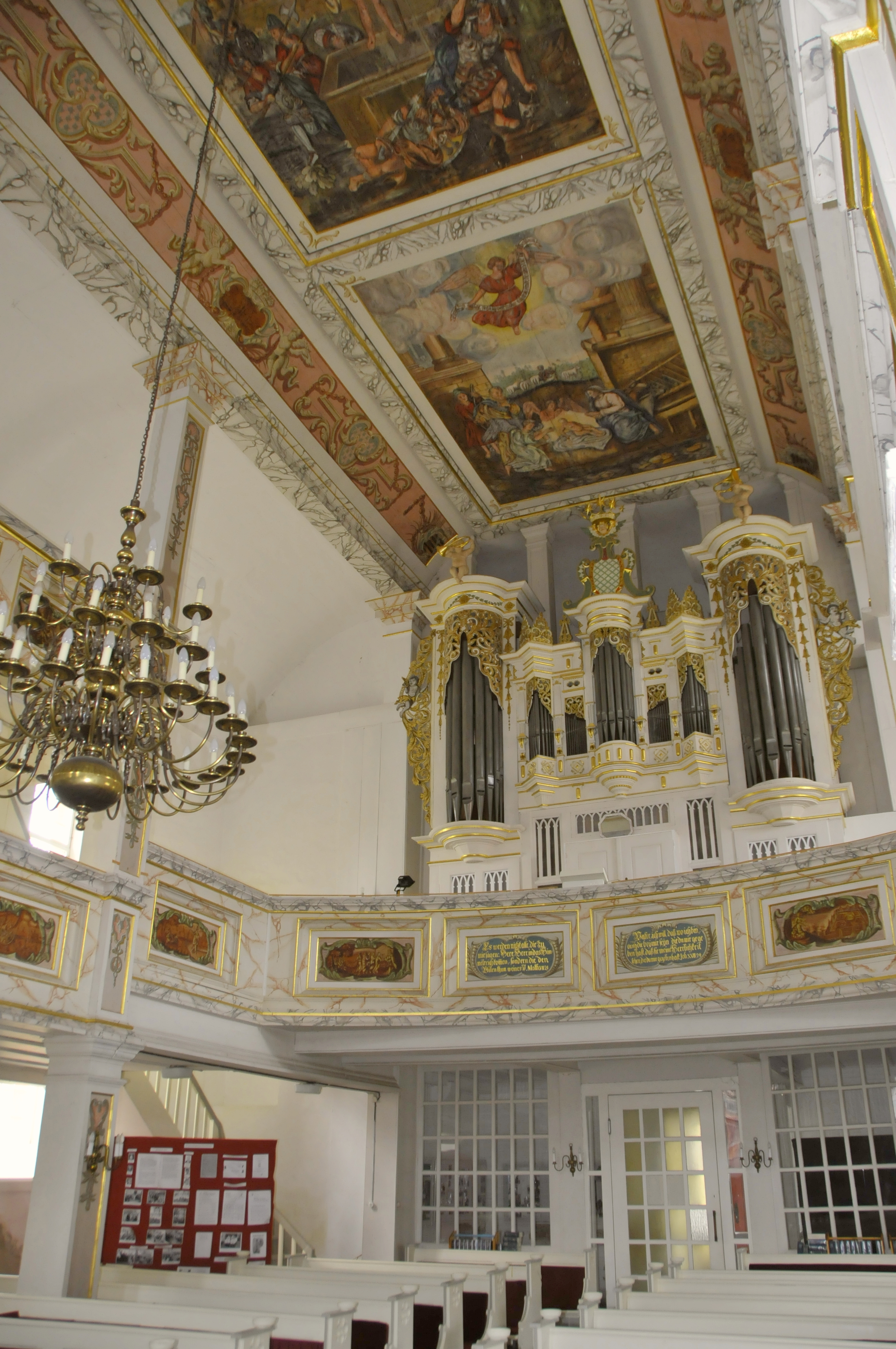
Orgel

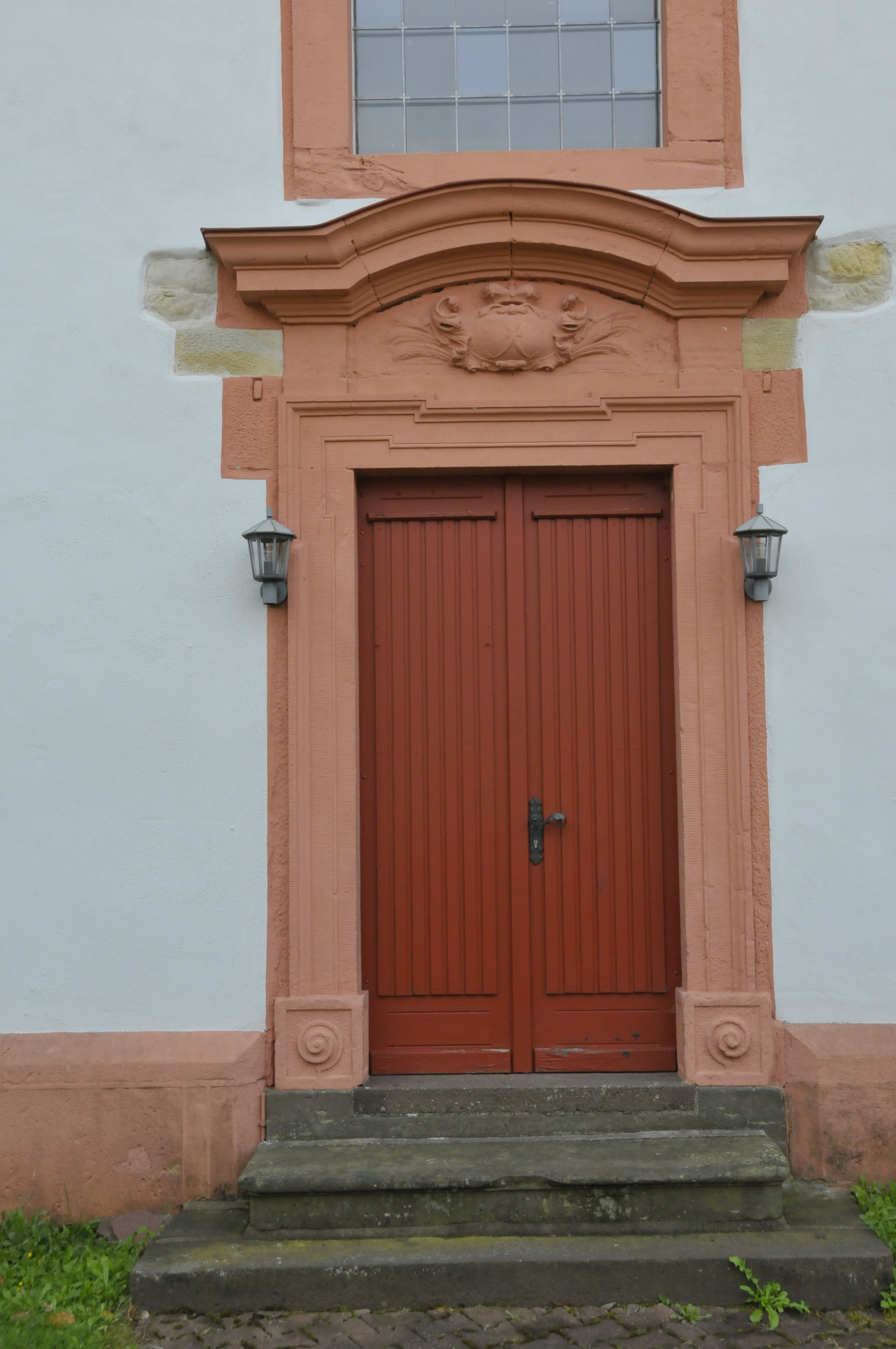
Turmtür

Hinter dem Kanzelaltar aus der Mitte des 18. Jahrhunderts unter dem Bild der Dreifaltigkeit stellt ein Gemälde einen geöffneten Vorhang dar. Die Öffnung steht für den Weg ins Allerheiligste. Das Gestühl des Kirchenvorstands im Altarraum wurde Anfang des 20. Jahrhunderts entfernt. Am Taufbaum an der linken Altarraumwand werden die Getauften vermerkt.
Die vier Felder der Deckenmalerei des Hofmalers Conrad Dörffling am barocken Tonnengewölbe stellen die christlichen Hauptfeste dar: Weihnachten (Geburt Jesu), Ostern (Auferstehung Jesu), Christi Himmelfahrt und Pfingsten (Fest des Hl. Geistes). Das Deckengemälde wird flankiert von einem rosafarbenen Fries. Auf den beiden Längsseiten der Decke ist das Gothaische Wappen, an den Seiten der vier Gemälde sind vier Engelspaare mit Adam im Paradies, dem Essen vom Baum der Erkenntnis, der Vertreibung aus dem Paradies und Kains Brudermord dargestellt. In der Mitte der Decke hängt ein vielarmiger Leuchter in Gestalt einer Flämischen Krone.
Ursprünglich waren die Emporen den Männern vorbehalten, während die Frauen im Kirchenschiff saßen, angeblich um unzüchtigen Gedanken oder Händeleien vorzubeugen. Die Empore links des Altars stand dem herzoglichen Förster zu, da es in Finsterbergen kein eigenes Adelsgeschlecht gab. Sein Forsthaus stand gegenüber der Kirche, der Weg führte von seiner Haustür geradewegs durch die Turmtür in die Kirche.
Das Taufbecken ist aus Holz gefertigt.
Nach dem Verfall der Kirche von Anfang bis Mitte des 20. Jahrhunderts wurde das Kirchendach 1974, die übrige Kirche 1974 bis 1976 restauriert. Die der damaligen Mode entsprechenden Übertünchungen von 1913 wurden entfernt und der Kirche die ursprüngliche Ausmalung wiedergegeben.
Durch die Turmtür betritt man einen vom Kirchenschiffe durch eine Glaswand abgetrennten Ausstellungsraum zur Geschichte des Gebäudes und der Restaurierungsarbeit.

## Orgel
Die Orgel wurde 1830 mutmaßlich vom Orgelbauer Georg Franz Ratzmann und dessen Sohn Friedrich Heinrich Ratzmann (Ohrdruf) erbaut und ersetzte eine kleinere tiefer im Turmraum stehende. Der Prospekt stammt bereits aus dem Jahre 1739. Die beiden Engel links und rechts der Orgel, Waldhörner haltend, und der Schmuckepitaph stammen von der Vorgängerorgel.
Die Orgel wurde 1974/75 restauriert und mit barocken Registern ausgestattet. 2008 wurde die Orgel weitgehend in den historischen Zustand zurückversetzt. Das Schleifladen-Instrument hat Register auf zwei Manualen und Pedal. Die Spiel- und Registertrakturen sind mechanisch.
| I Hauptwerk C–f3 |           |       |     |
| 1.               | Bordun    | 16′   | o   |
| 2.               | Prinzipal | 8′    | o   |
| 3.               | Hohlflöte | 8′    | o   |
| 4.               | Gedackt   | 8′    | o   |
| 5.               | Gambe     | 8′    | o   |
| 6.               | Octave    | 4′    | o/r |
| 7.               | Gedackt   | 4′    |     |
| 8.               | Quinte    | 2 ⁄3′ | o   |
| 9.               | Octave    | 2′    | o   |
| 10.              | Mixtur IV |       | o/r |

| II Oberwerk C–f3 |            |       |   |
| 11.              | Gedackt    | 8′    | o |
| 12.              | Quintatön  | 8′    | o |
| 13.              | Prinzipal  | 4′    | o |
| 14.              | Spitzflöte | 4′    | o |
| 15.              | Waldflöte  | 2′    | o |
| 16.              | Quinte     | 1 ⁄3′ |   |
| 17.              | Sifflöte   | 1′    |   |
| 18.              | Vox humana | 8′    | n |
|                  | Tremulant  |       |   |

| Pedal C–d1 |           |     |   |
| 19.        | Subbass   | 16′ | o |
| 20.        | Violon    | 16′ | o |
| 21.        | Octavbass | 8′  | o |
| 22.        | Posaune   | 16′ | n |

- Koppeln: II/I, I/P, II/P
- Anmerkungen:

o = Register von 1830
r = rekonstruiertes Register
n = neues Register von 2008

## Turm
Die bronzenen Turmglocken wurden während des Zweiten Weltkriegs eingeschmolzen. Seit 1959 läuten drei Glocken aus Eisenhartguss (Sonntags-, Bet- und Taufglocke), die seit 1983 elektrisch betrieben werden. In der Turmlaterne schlägt seit 2002 eine funkgesteuerte bronzene Stundenglocke. Sie ersetzte die Hahnglocke von 1767, die als Schlagglocke zweckentfremdet der Zerstörung nahe war.

## Friedhof
Der Friedhof wurde 1900 entwidmet und am Hüllrod neu angelegt.

## Haus der Begegnung
Das neben der Kirche stehende Haus der Begegnung wurde im März 1987 eingeweiht und nach dem früheren Thüringer Landesbischof Moritz Mitzenheim benannt. Es dient als Gottesdienstraum, Begegnungsstätte sowie unterschiedlichen Veranstaltungen.

## Pfarrer
Bis 1927 wurde die Kirchgemeinde Finsterbergen als Filialgemeinde von den Pfarrern aus Altenbergen betreut. Danach hatte die Gemeinde drei langjährige Pfarrer:
- Pfarrer Jaschke leitete die Pfarrei mit seiner Frau 38 Jahre lang. Er schrieb zwei Theaterstücke, die über Finsterbergen und seine Geschichte erzählen.
- Pfarrer Titelbach-Helmrich war sein Nachfolger im Amt von 1965 bis 1974. Er wurde dann als Superintendent nach Arnstadt berufen und starb dort im Jahre 2001.
- Pfarrer Keimling folgte ihm im Amt und leitete die Kirchgemeinde 28 Jahre lang. Unter seine Amtszeit fallen die Restauration der Kirche, der Bau des Hauses der Begegnung und andere bauliche Fortschritte.

## Fotos

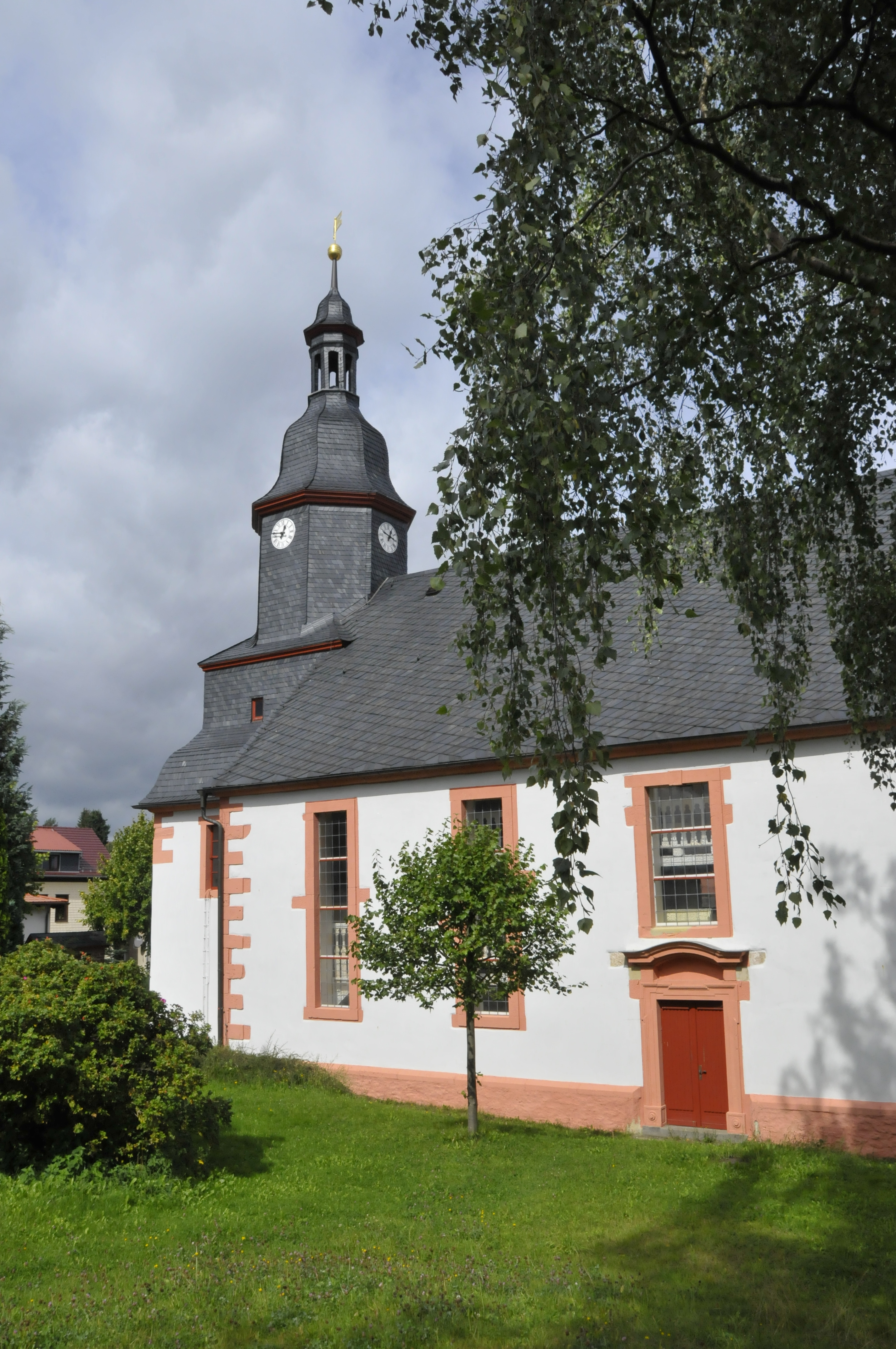
Kirche
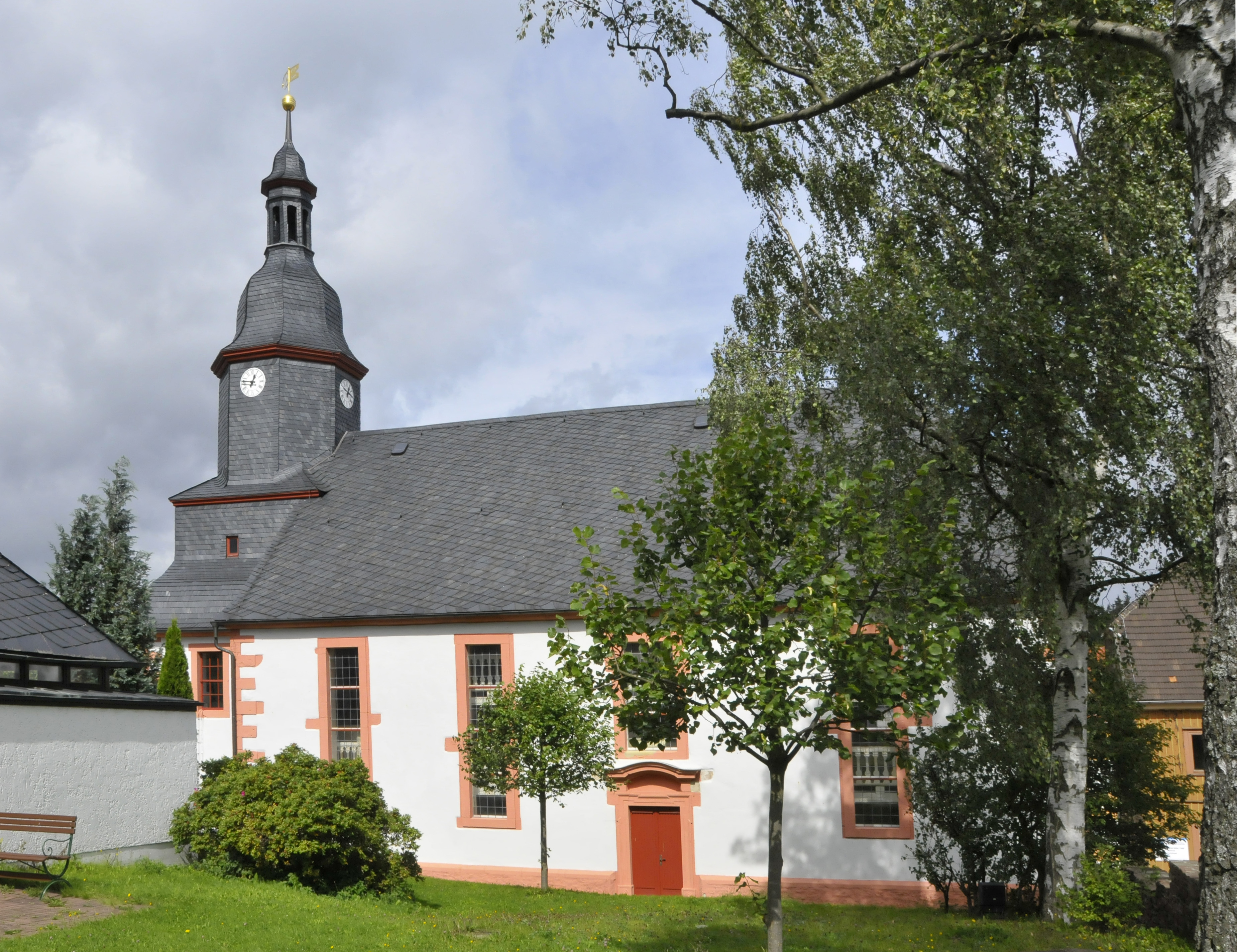
Kirche mit Begegnungsstätte (links)
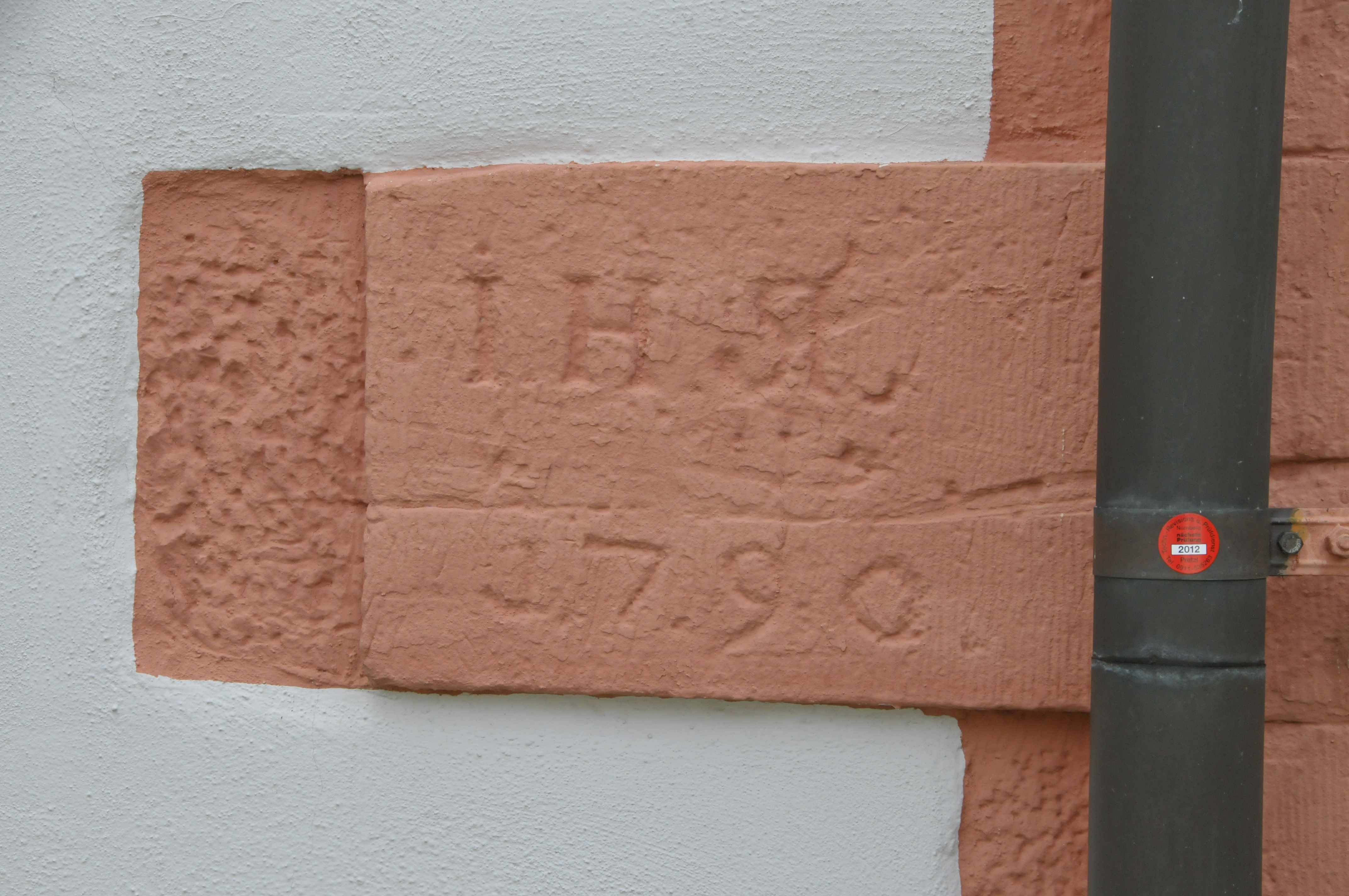
Mauerstein mit Inschrift "IHS 1790"
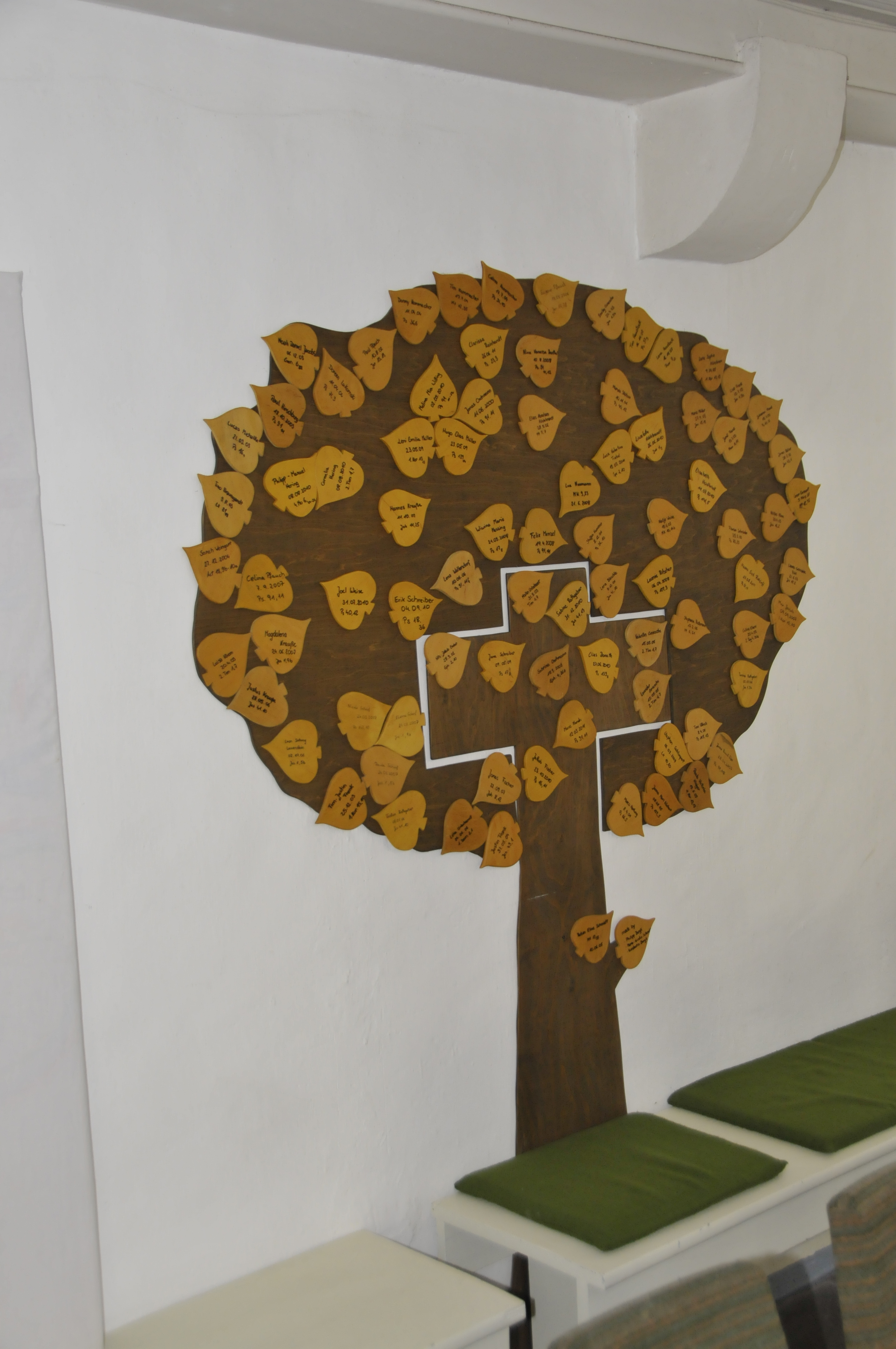
Taufbaum
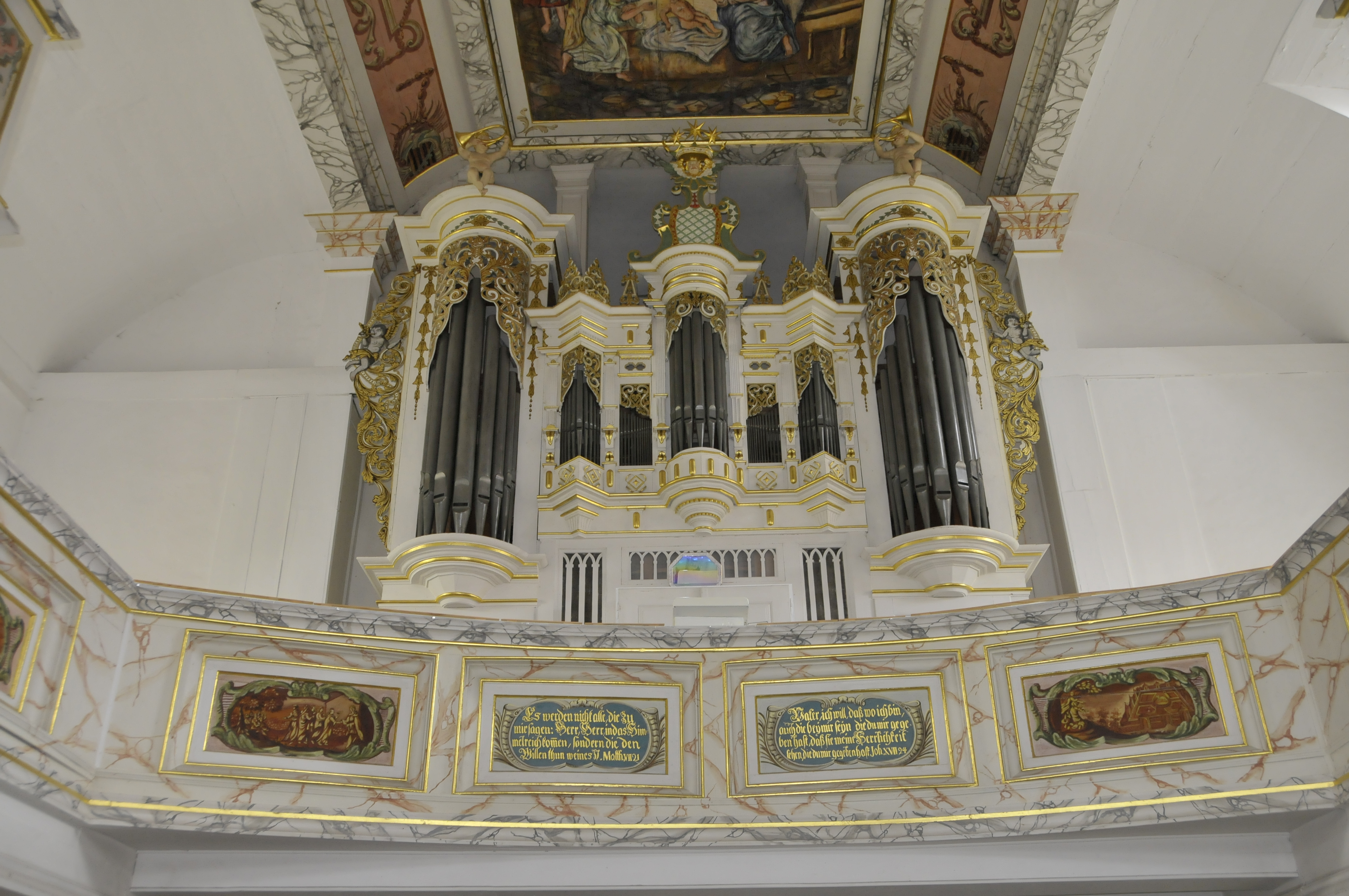
Orgel mit Empore
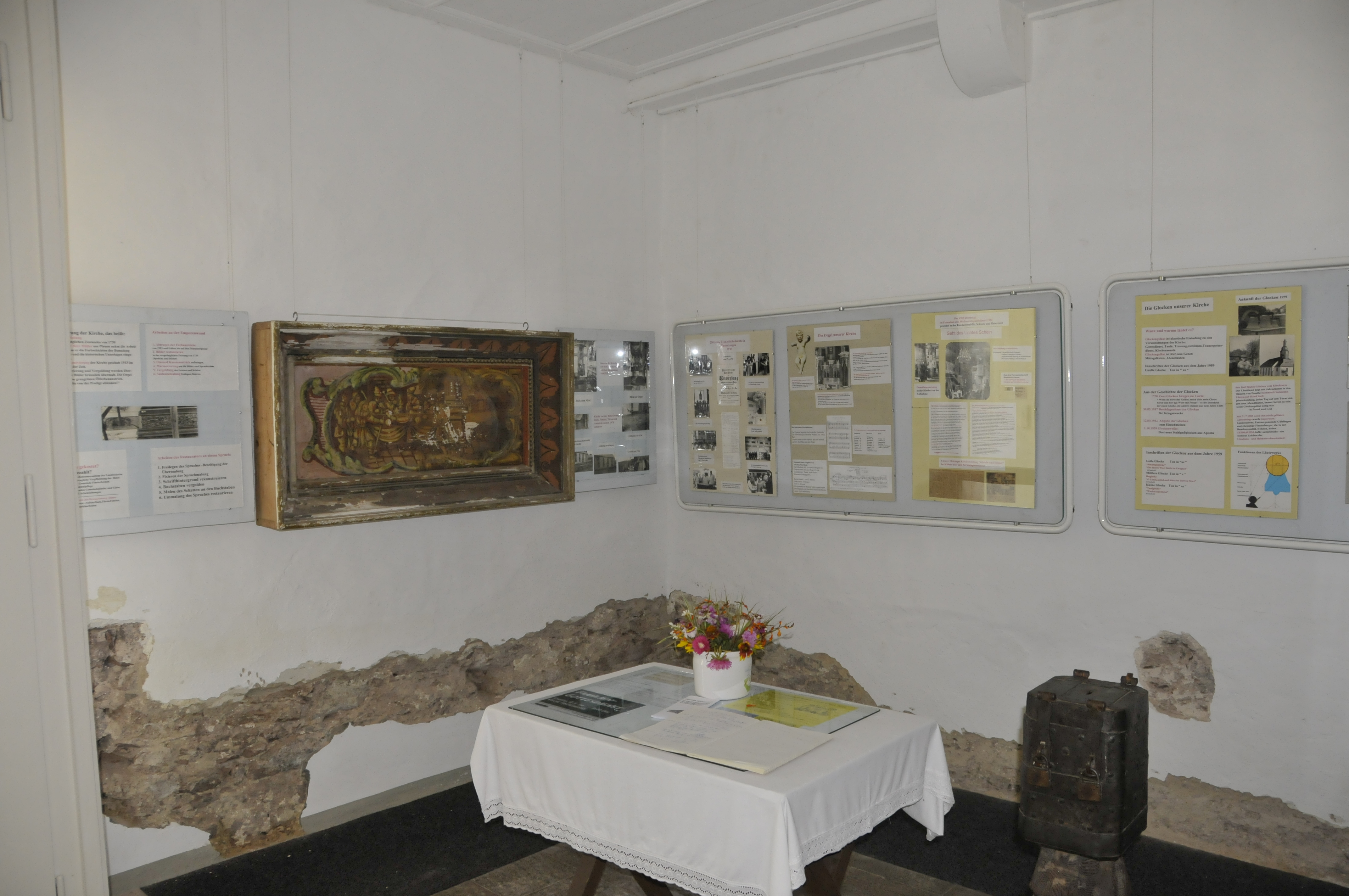
Ausstellungsraum